# Tomohito Oda
Tomohito Oda en japonés オダトモヒト (10 de marzo de 1991) es un Mangaka japonés conocido por ser el autor del manga de Komi-san wa, Komyushō desu..

## Reseña biográfica
Comenzó su carrera en 2012. Desde entonces ha publicado mangas de moderado éxito como Uchuu Conveni Gyoumu Nisshi y Dezi-con, pero en 2015 comenzaría a publicar Komi-san wa, Komyushō desu. que alcanzaría reconocimiento internacional como muestra de su popularidad, se ha producido un dorama y una serie de anime, en 2021 el manga superó las 5,5 millones de copias y en 2023 superó las 12 millones de copias.

## Distinciones
- Premio a mejor New Comic Artist Awards de Shogakukan por su manga "World's Worst One" (2012).[5]